# James Arthur Ewing
James Arthur Ewing (1. října 1916, Boardman Township, Ohio, USA - 1991) byl americký politik, 40. guvernér Americké Samoy. 
Pocházel z Boardman Township v Ohiu. Do úřadu nastoupil 28. listopadu 1952 a odstoupil 4. března 1953. Byl jmenován prezidentem Harrym Trumanem. Před svým jmenováním byl manažerem ve společnosti obchodující s ocelí v Ohiu.